# Antonio Di Natale
Antonio Di Natale  (n. 13 octombrie 1977, Napoli) este un fotbalist italian retras din activitate, care ultima dată a evoluat la clubul Udinese din Serie A. Un atacant versatil, Di Natale a devenit cel mai bun marcator din Serie A în sezoanele 2009–10 și 2010–11.

## Goluri internaționale
| #   | Data               | Stadion                                 | Oponent  | Scor | Rezultat | Competiția                                             |
| --- | ------------------ | --------------------------------------- | -------- | ---- | -------- | ------------------------------------------------------ |
| 1.  | 18 februarie 2004  | Stadio Renzo Barbera, Palermo           | Cehia    | 2–1  | 2–2      | Meci amical                                            |
| 2.  | 15 noiembrie 2006  | Stadio Atleti Azzurri d'Italia, Bergamo | Turcia   | 1–0  | 1–1      | Meci amical                                            |
| 3.  | 22 august 2007     | Stadionul Ferenc Puskás, Budapesta      | Ungaria  | 1–0  | 1–3      | Meci amical                                            |
| 4.  | 12 septembrie 2007 | Stadionul Olimpic, Kiev                 | Ucraina  | 1–0  | 2–1      | Preliminariile Campionatului European de Fotbal 2008   |
| 5.  | 12 septembrie 2007 | Stadionul Olimpic, Kiev                 | Ucraina  | 2–1  | 2–1      | Preliminariile Campionatului European de Fotbal 2008   |
| 6.  | 30 mai 2008        | Stadio Artemio Franchi, Florența        | Belgia   | 1–0  | 3–1      | Meci amical                                            |
| 7.  | 30 mai 2008        | Stadio Artemio Franchi, Florența        | Belgia   | 2–0  | 3–1      | Meci amical                                            |
| 8.  | 6 septembrie 2008  | Stadionul Antonis Papadopoulos, Larnaca | Cipru    | 1–0  | 2–1      | Calificările pentru Campionatul Mondial de Fotbal 2010 |
| 9.  | 6 septembrie 2008  | Stadionul Antonis Papadopoulos, Larnaca | Cipru    | 2–1  | 2–1      | Calificările pentru Campionatul Mondial de Fotbal 2010 |
| 10. | 24 iunie 2010      | Ellis Park Stadium, Johannesburg        | Slovacia | 1–2  | 2–3      | Campionatul Mondial de Fotbal 2010                     |
| 11. | 10 iunie 2012      | PGE Arena Gdańsk, Gdańsk                | Spania   | 1–0  | 1–1      | Euro 2012                                              |

## Statistici
La 18 mai 2014.
| Club                 | Sezon         | Ligă    | Ligă   | Cupă    | Cupă   | Europa  | Europa | Total   | Total  |
| Club                 | Sezon         | Meciuri | Goluri | Meciuri | Goluri | Meciuri | Goluri | Meciuri | Goluri |
| -------------------- | ------------- | ------- | ------ | ------- | ------ | ------- | ------ | ------- | ------ |
| Empoli               | 1996–97       | 1       | 0      | 0       | 0      | 0       | 0      | 1       | 0      |
| Empoli               | Total         | 1       | 0      | 0       | 0      | 0       | 0      | 1       | 0      |
| Iperzola (împrumut)  | 1997–98       | 33      | 6      | 0       | 0      | 0       | 0      | 33      | 6      |
| Iperzola (împrumut)  | Total         | 33      | 6      | 0       | 0      | 0       | 0      | 33      | 6      |
| Varese (împrumut)    | 1998          | 4       | 0      | 0       | 0      | 0       | 0      | 4       | 0      |
| Varese (împrumut)    | Total         | 4       | 0      | 0       | 0      | 0       | 0      | 4       | 0      |
| Viareggio (împrumut) | 1998–99       | 25      | 12     | 0       | 0      | 0       | 0      | 25      | 12     |
| Viareggio (împrumut) | Total         | 25      | 12     | 0       | 0      | 0       | 0      | 25      | 12     |
| Empoli               | 1999–2000     | 25      | 6      | 5       | 1      | 0       | 0      | 30      | 7      |
| Empoli               | 2000–01       | 35      | 9      | 3       | 1      | 0       | 0      | 38      | 10     |
| Empoli               | 2001–02       | 38      | 16     | 4       | 2      | 0       | 0      | 42      | 18     |
| Empoli               | 2002–03       | 27      | 13     | 5       | 1      | 0       | 0      | 32      | 14     |
| Empoli               | 2003–04       | 33      | 5      | 2       | 1      | 0       | 0      | 35      | 6      |
| Empoli               | Total         | 158     | 49     | 19      | 6      | 0       | 0      | 177     | 55     |
| Udinese              | 2004–05       | 33      | 7      | 5       | 4      | 2       | 0      | 40      | 11     |
| Udinese              | 2005–06       | 35      | 8      | 3       | 3      | 10      | 4      | 48      | 15     |
| Udinese              | 2006–07       | 31      | 11     | 2       | 2      | 0       | 0      | 33      | 13     |
| Udinese              | 2007–08       | 36      | 17     | 1       | 1      | 0       | 0      | 37      | 18     |
| Udinese              | 2008–09       | 22      | 12     | 1       | 1      | 7       | 3      | 30      | 16     |
| Udinese              | 2009–10       | 35      | 29     | 3       | 0      | 0       | 0      | 38      | 29     |
| Udinese              | 2010–11       | 36      | 28     | 1       | 0      | 0       | 0      | 37      | 28     |
| Udinese              | 2011–12       | 36      | 23     | 1       | 1      | 6       | 5      | 43      | 29     |
| Udinese              | 2012–13       | 33      | 23     | 1       | 0      | 8       | 3      | 42      | 26     |
| Udinese              | 2013–14       | 32      | 17     | 2       | 1      | 4       | 2      | 38      | 20     |
| Udinese              | Total         | 329     | 175    | 21      | 13     | 37      | 17     | 387     | 205    |
| Total carieră        | Total carieră | 550     | 242    | 40      | 19     | 37      | 17     | 627     | 278    |

## Palmares

### Internațional
Italia
- Campionatul European de Fotbal

Argint: Euro 2012
• UEFA Champions League 2012/2013
Winner

### Individual
- Golgheter Serie A (2): 2010, 2011
- Fotbalistul italian al anului: 2010
- Pallone d'Argento: 2011
- Serie A Team of the Year (3): 2010–11, 2011–12,